# Kerber (mjesec)
Kerber (ranije poznat kao S/2011 (134340) 1 te P4), Plutonov prirodni satelit čiji je postojanje objavljeno 20. srpnja 2011. Kao i kod drugih Plutonovh satelita, vjeruje se da je nastao iz ostataka proizašlih nakon sudara Plutona s nepoznatim tijelom iz Kuiperovog pojasa.

## Otkriće
Otkrio ga je tim Pluto Companion Search Team svemirskog teleskopa Hubble 28. lipnja 2011. pomoću Širokokutne Kamere 3 tijekom potrage za mogućim planetarnim prstenovima. Daljnja promatranja obavljena su 3. i 28. srpnja te je kao novo otkriveni mjesec potvrđen 20. srpnja 2011. Kasnije je pronađen i u Hubbleovim arhivskim snimkama od 15. veljače 2006. i 25. lipnja 2010. Budući sjaj S/2011 (134340) iznosi oko 10% Niktinog, otkriven je uporabom osam minutne ekspozicije što nije bio slučaj tijekom ranijih promatranja.

## Orbita
Aktualna promatranja sugeriraju kružnu, ekvatorijalnu orbitu s polumjerom od oko 59.000 km. Orbitirajući u području između Nikte i Hidre, punu orbitu oko Plutona napravi svaka 32,1 dana. Navedeni period blizak je 1:5 orbitalnoj rezonanci s Haronom s vremenskim raskorakom manjim od 0,6%. 

## Fizička svojstva
S procijenjenim promjerom od 13 do 34 km, S/2011 (134340) 1 je vjerojatno Plutonov najmanji poznati mjesec (nakon Stiksa čiji se promjer procjenjuje na 10 do 25 km). Navedena procjena izvedena je iz mogućeg geometrijskog albeda u rasponu od 0,06 do 0,35.